# 群鶏図障壁画
『群鶏図障壁画』（ぐんけいず しょうへきが）は、近世日本の画家・伊藤若冲の日本画・水墨画。寛政2年（1790年）頃に制作された。京都・黄檗宗の海宝寺の方丈に描かれたもので、およそ10mに及ぶ。京都国立博物館所蔵。
ニワトリをメインに描いた連続画面であり、大画面の作品としては、大阪の西福寺の同画題画をしのぐ。豊中の小曾根にある西福寺の「仙人掌群鶏図」と並ぶ若冲の晩年の代表作。晩年の彼の作品は、洒脱な余計なものを排除したシンプルな様相であるからこそ主題が際立つ構造となっている。この作品もそれに違わず墨のみで濃淡を表現しており、そのため晩年における水墨画の基準とまで呼ばれるに至っている。